# Nombre negatiu
Un nombre negatiu és un nombre que està per sota de 0, és a dir, que és menor que zero. Per exemple: −0,5, −1, −2, −3, −4… i així successivament fins a menys infinit. Els nombres negatius poden ser nombres enters o decimals.
Si un nombre és negatiu, s'indica matemàticament amb el signe menys (−) abans del nombre —tot i que, a vegades, l'escriptura pot ser ambigua i el nombre negatiu es posa entre parèntesis.

## Història
Històricament van aparèixer cap allà l'any 100 aC. Abans, quan un càlcul donava negatiu es considerava senzillament un error, ja que no hi ha nombres negatius a la realitat visibles a simple vista. Ben aviat es van associar als deutes, connotació que mantenen, també anomenats nombres vermells en aquest sentit.

## Relació entre els nombres positius i negatius
A continuació tenim la recta dels nombres positius i els negatius. Així doncs veiem que el zero és un nombre que separa els nombres positius del negatius.
Els nombres, en general, són més grans, independentment del signe, com més a la dreta es trobin. Per tant, els nombres negatius es considerem més gran quan més a prop del zero es trobin a la recta.
Per exemple:
- −5 < −2
- −5 > −8
- −5 < 0
- −5 < +2

## Operacions amb nombres negatius

### Suma
Suma de dos nombres
- La suma de dos nombres negatius és el mateix que la suma amb dos nombres negatius però canviant el signe.

(−a) + (−b) = − (a + b)
Exemple (−2) + (−5) = − (2 + 5) = (−7) 
- Si la suma és d'un nombre negatiu i un nombre positu, s'ha de tenir en compte quin és més gran.
- Si el negatiu és més petit que el positiu. Si a < b.

(−a) + (b) = + (b − a)
Exemple (−2) + (5) = + (5 − 2) = (+3) 
- Si el negatiu és més gran que el positiu. Si a > b.

(−a) + (b) = − (a − b)
Exemple (−5) + (2) = − (5 − 2) = (−3) 
Tot i així es poden fer sumes de més xifres, Propietat associativa.

### Resta
Normalment, ja s'utilitza el signe negatiu per fer la resta, per exemple, 5−2=3. El signe − davant un parèntesi canvia el signes de tot el parèntesi.
- Dos nombres negatius

(−a) − (−b)= (−a) + (+b)
Exemple (−2) − (−5) = (−2) + (+5) = (+3) 
- Si el negatiu és el primer nombre, abans del signe

(−a) − (b) = − (a + b)
Exemple (−2) − (5) = (−2) + (−5) = (−7) 
- Si el negatiu és el segon nombre, després del signe

(a) − (−b) = (a+b)
Exemple (+2) − (−5) = (+2) + (+5) = (+7) 

### Multiplicacions i divisions
- El producte o divisió d'un nombre positiu i un nombre negatiu és negatiu.
- El producte de dos nombres negatius és positiu.

| Producte        | Divisió         |
| --------------- | --------------- |
| (−) × (−) = (+) | (−) ÷ (−) = (+) |
| (+) × (−) = (−) | (+) ÷ (−) = (−) |
| (−) ×(+) = (−)  | (−) ÷ (+) = (−) |